# Per Lillie
Per Lillie (Peder Bengtsson Lillie) till Jonsered, Angered och Aspenäs, född 20 juli 1603 på Aspenäs herrgård i Lerums socken, död 3 december 1659 på Älvsborg, var en svensk militär. Han var son till Bengt Bryntesson Lillie och Maria Pedersdotter (Kijl).
Lillie deltog på Sveriges sida i trettioåriga kriget, bland annat i slaget vid Lützen. Åren 1630–1635 verkade han som överstelöjtnant vid Västerbottens regemente. Den 31 december 1644 blev han kommendant på Älvsborgs fästning  och året därpå slottshauptman i Göteborg. Ståthållare på Älvsborgs slott blev han 1656. Han var gift med Maria Amia von Lepel som var av mecklenburgsk adel.